# Олень и Волк
«Олень и Волк» — советский рисованный мультипликационный фильм, созданный в 1950 году режиссёром Дмитрием Бабиченко по мотивам эстонской сказки.

## Сюжет
Волка придавило упавшее дерево. Благородный олень помог ему выбраться, услышав просьбу о помощи и обещание не трогать. Но Волк не сдержал данного слова и вместо благодарности напал на Оленя. Белка, видевшая всё, рассказала Медведю. Мудрый Медведь рассудил спорщиков, потребовав чтобы ему показали как всё было, и проучил неблагодарного Волка.

## Создатели
| автор                     | Аугуст Якобсон |
| режиссёр                  | Дмитрий Бабиченко |
| художники-постановщики    | Константин Зотов, Григорий Козлов |
| композитор                | Юрий Левитин |
| оператор                  | Н. Соколова |
| звукооператор             | Борис Фильчиков |
| ассистент режиссёра       | Е. Трунов |
| ассистент художника       | Борис Петин |
| технический ассистент     | Елена Шилова |
| монтажёр                  | Лидия Кякшт |
| художники-мультипликаторы | Михаил Ботов, Дмитрий Белов, Вячеслав Котёночкин, Игорь Подгорский, Роман Давыдов, Надежда Привалова, Владимир Арбеков, Юрий Прытков, Елизавета Казанцева, Геннадий Филиппов |
| художники-декораторы      | Дмитрий Анпилов, Галина Невзорова, Константин Малышев |

- Роли озвучивали: Владимир Грибков (волк), Анатолий Ржанов.
- Актёры не указаны в титрах, но перечислены вместе со всей съёмочной группой в Приложении на стр.180 в книге: Фильмы-сказки: сценарии рисованных фильмов. Выпуск 2 (1952).

## Переозвучка
- В 2001 году мультфильм был отреставрирован и заново переозвучен компаниями ООО «Студия АС» и ООО «Детский сеанс 1». В новой версии была полностью заменена фонограмма, к переозвучиванию привлечены современные актёры, в титрах заменены данные о звукорежиссёре и актёрах озвучивания. Переозвучка была крайне негативно воспринята как большинством телезрителей[1][2], так и членами профессионального сообщества[3][4]. Качество реставрации изображения также иногда подвергается критике.
- Озвучивание 2001 года:
- Юльен Балмусов — медведь
- Виталий Ованесов — волк
- Владимир Конкин — олень
- Татьяна Канаева — белочка
- В. Подъяпольский — барсучок

## Видеоиздания
Мультфильм неоднократно переиздавался на VHS и DVD в сборниках мультфильмов:
- Лучшие советские мультфильмы, Studio PRO Video, VHS 1990-е.
- «Лесные сказки» Часть 2, «Союзмультфильм», распространитель «Союз», DVD[5].